# مهره‌های نیایش
مهره‌های نیایش یا مهره‌های نماز توسط پیروان دین‌های مختلف مانند دین زرتشتی، هندوئیسم، بودیسم، مسیحیت، اسلام، سیکیسم و آیین بهائیت استفاده می‌شود تا تکرارهای نیایش‌ها و مناجات را علامت گذاری کند، مانند دعای مریم باکره در مذهب کاتولیک، ذکر (یاد خدا) در اسلام و جاپ در هندوئیسم.

## ریشه و ریشه‌شناسی
مهره‌ها از ابتدایی‌ترین زیور آلات انسانی هستند و قدمت اولین نمونه‌های آنها به دانه‌هایی از پوسته شتر مرغ در آفریقا و به ۱۰٬۰۰۰ سال قبل از میلاد مسیح می‌رسد. در طول قرن‌ها، فرهنگ‌های مختلفی از انواع مختلفی از سنگ و پوسته گرفته تا خشت، مهره ساخته‌اند.

## ساختار

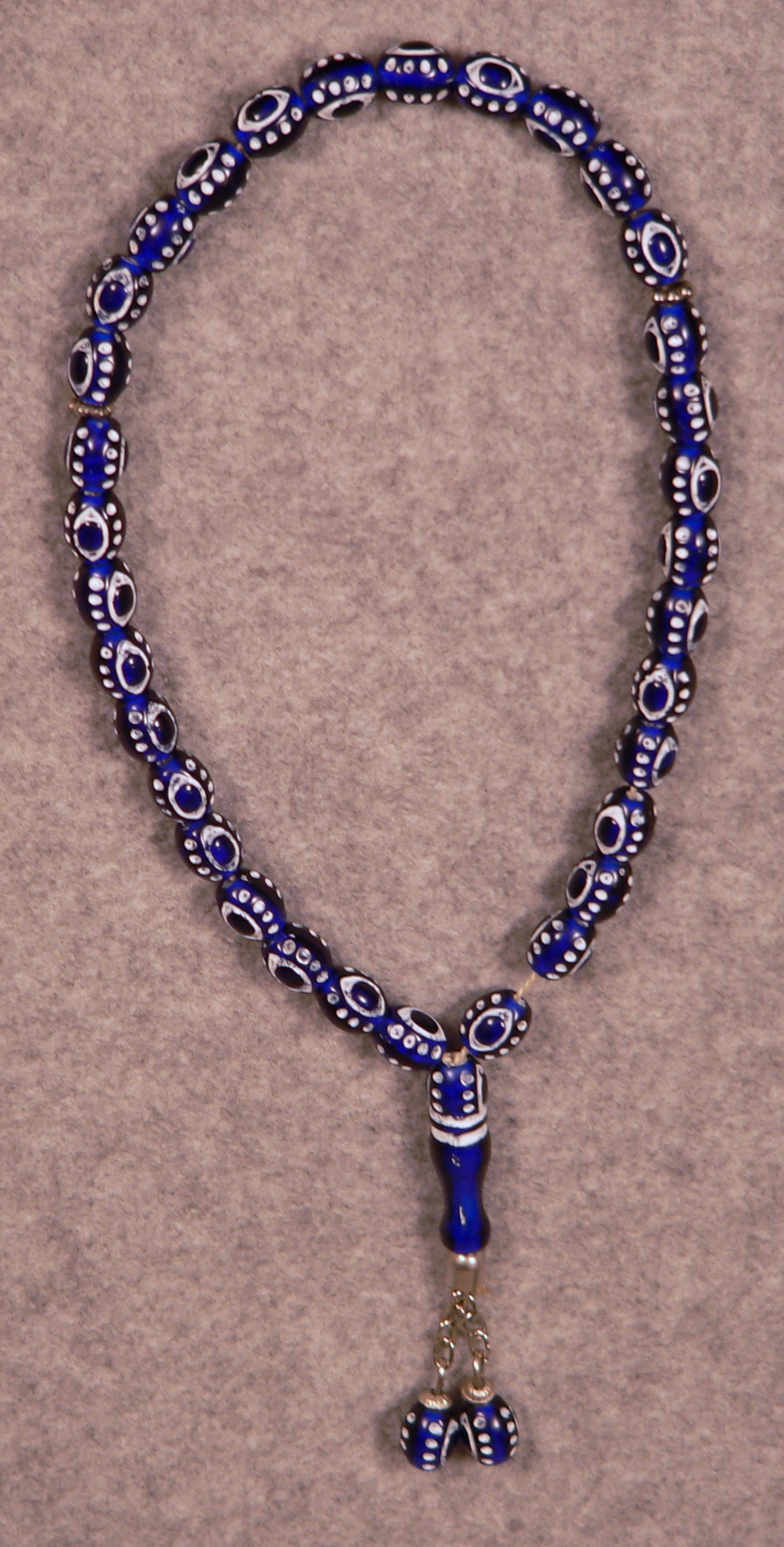
تسبیح، وسیله ای است که برای شمارش ذکر استفاده می‌شود

تعداد دانه‌ها بر اساس مذهب یا استفاده متفاوت است. مهره‌های نیایش اسلامی، به نام مسبح یا تسبیح، معمولاً دارای ۱۰۰ مهره هستند (در کل ۹۹ دانه ۹۹ + ۱ یا ۳۳ مهره سه بار و ۳+ می‌خوانند). بودایی‌ها و هندوها از جاپ مالا استفاده می‌کنند، که معمولاً ۱۰۸ مهره دارد، یا ۲۷ مورد که چهار بار شمارش می‌شوند. مهره‌های نیایش بهائی از ۹۵ مهره یا ۱۹ مهره تشکیل شده‌است که با اضافه کردن پنج مهره در زیر آن رشته می‌شوند. سیک مالا نیز دارای ۱۰۸ مهره است.

## استفاده کنید
از آنجایی که مهره‌ها با انگشت شمرده می‌شوند، به کاربردن آنها این امکان را می‌دهند که تعداد دعاها را با حداقل تلاش آگاهانه به یاد داشته باشند، که به نوبه خود باعث می‌شود توجه بیشتری به خود نماز صورت گیرد.

### پیش از مسیحیت
تصویری از نقاشی که از ۱۶۰۰ سال قبل از میلاد مسیح، که اخیراً در آکروتیری سانتورینی (ثیره باستان) کشف شده‌است، نشانگر زنانی است که یک ریسمان دعا از مهره‌ها دارند.

### آیین زرتشت
تصاویری از کرتیر در کتیبه ها موجود است که مهره هایی از مروارید یا فیروزه را به صورت گردنبند استفاده کرده است.
زمزمه کردن سرود هایی از اوستا با آهنگ وشمارگانی ویژه، از دیر باز برای ایرانیان گونه ای از نیایش بوده و باور داشتند آنان را به آرامش فرامی خواند. بنابراین به ابزاری برای یادداشت کردن شماره سرود ها نیاز داشتند، بیگمان از همان زمان دانه هایی از سنگ های زیبا مانند عقیق، لعل و دیگر مهره های زینتی را برای شمارش در اختیار گرفتند. بعد ها این مهره ها را سوراخ کرده و با ریسمان به هم پیوست دادند تا در نیایش ها از آن بهره بگیرند . سرودهای کوتاه اوستایی که به تعداد خوانده می شوند: «اشم وهو»، « یتا اهو»، «ینگهه هاتام» و گزیده ای از یشت ها است. شماره های سپندینه (مقدس) نیز در باور سنتی زرتشتیان ۱- ۳- ۷- ۱۳- ۲۱- ۳۳- ۷۲- و ۱۰۱ می باشند. شاید در آن زمان که اعراب به ایران تاختند و به غارت فرهنگ و دارایی ایرانیان پرداختند ابزار شمارش دانه دار را نیز به یادگار بردند ونام آن را تسبیح گذاشتند. گفتنی است که تسبیح کنونی از «۳»  گروه با «۳۳» مهره پیوسته شده که با دومهره پیوند دهنده بین گروه ها باهم  «۱۰۱» دانه را تشکیل داده اند که همگی از شماره های سپند باور ایرانیان است.

### مسیحیت
پدران صحرا سده‌های ۳ تا ۵، از سنگریزه یا طناب‌های گره زده برای شمارش نمازها استفاده می‌کردند، معمولاً نماز عیسی ("پروردگار عیسی مسیح پسر خدا، به من رحم کن، گناهکار"). این اختراع در قرن چهارم به آنتونی کبیر یا همکار وی پاچومیوس بزرگ نسبت داده شده‌است. 

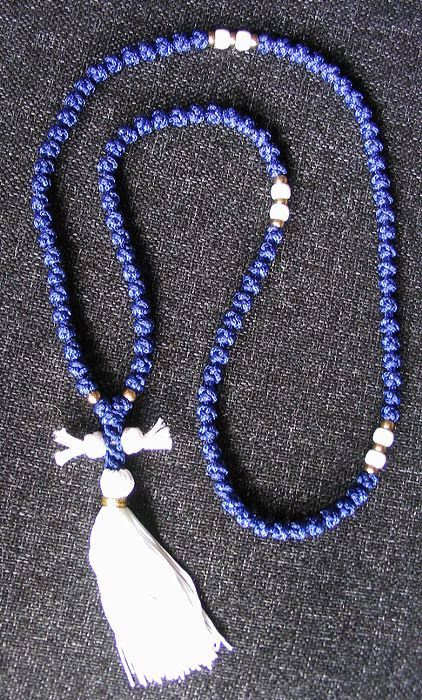
کوموسکینی ارتدکس یونانی از ۱۰۰ گره.
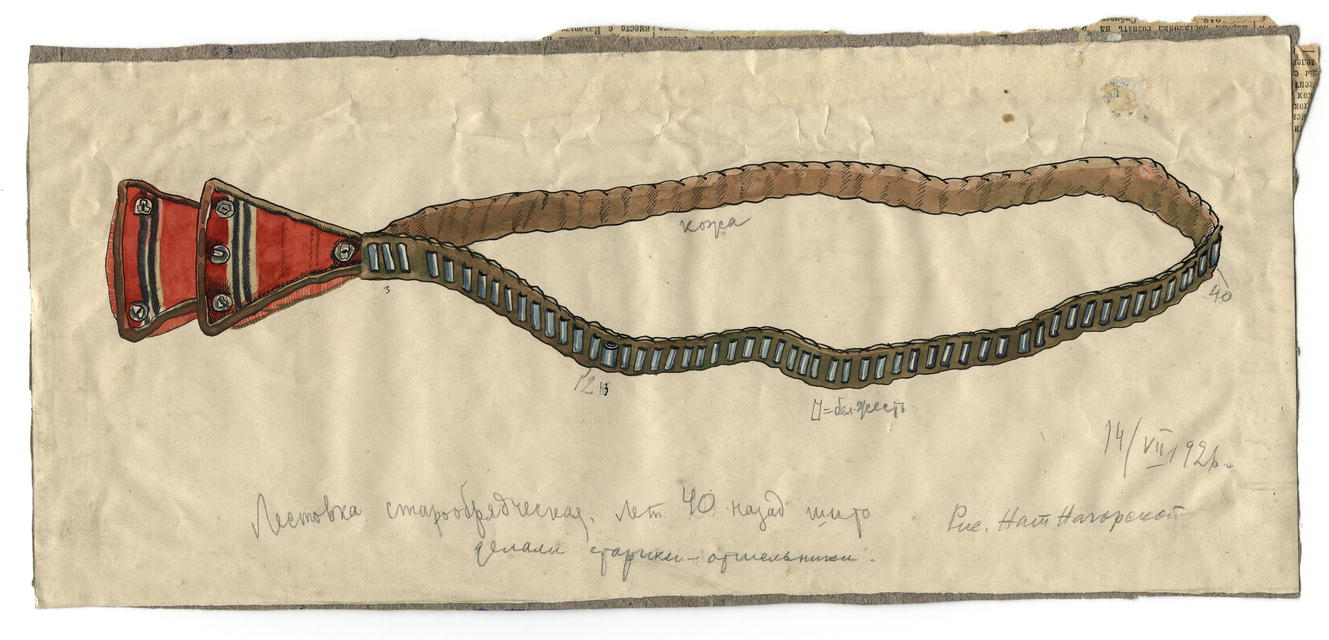
یک لستووکا ارتدکس روسی ، مؤمن قدیمی ، ساخته شده از چرم.
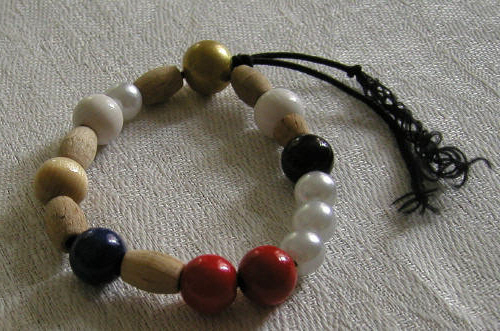
تاج گل لوتری مسیح
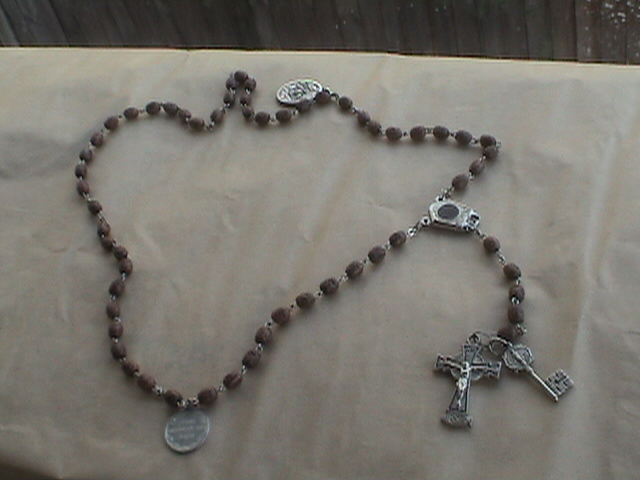
مهره‌های تسبیح کاتولیک رومیایی حک شده با دست.

### اسلام

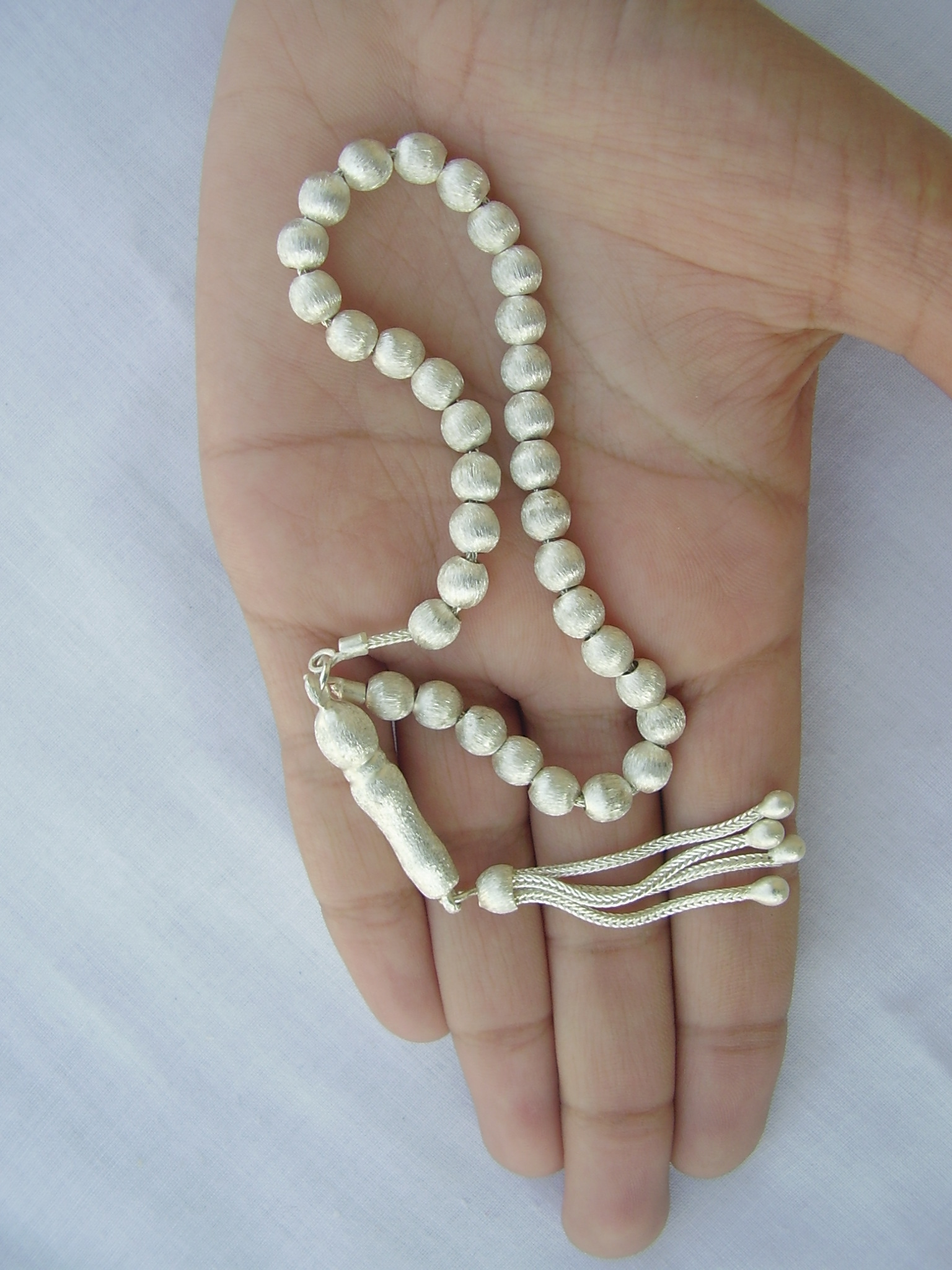
یک تسبیح نقره.

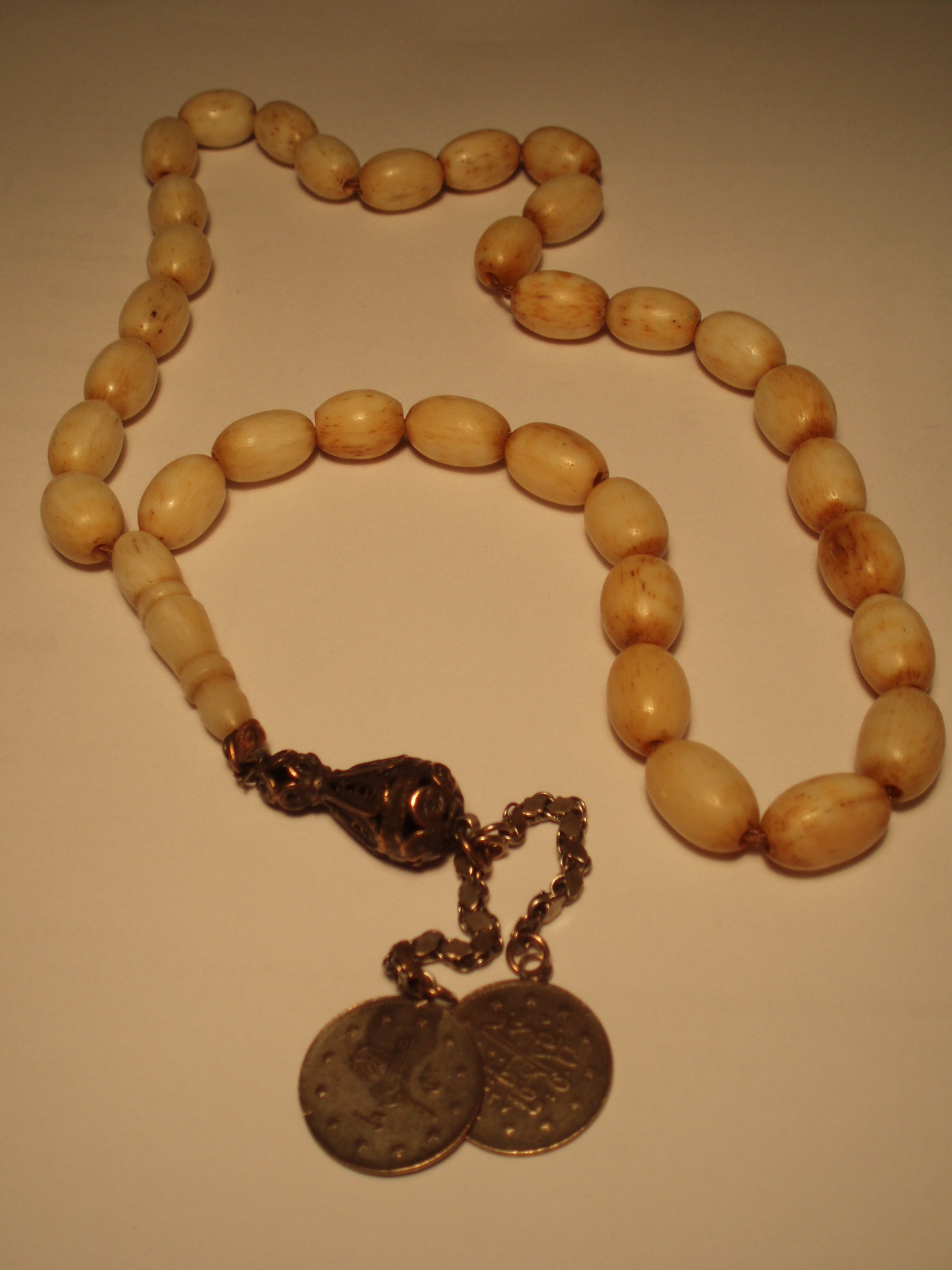
یک تسبیح

در اسلام، دانه‌های تسبیح به عنوان تسبیح (عربی: مسبحة mas'baha)، تسبیح یا Sibha و شامل ۹۹ مهره به اندازهٔ معمولی، (مربوط به نام‌های خدا در اسلام) و دو مهره کوچکتر یا مینی جدا هر ۳۳ دانه. بعضی اوقات فقط از ۳۳ مهره استفاده می‌شود که در این صورت فرد سه بار از طریق آنها می‌چرخد. از مهره‌ها به‌طور سنتی استفاده می‌شود تا هنگام گفتن نماز، شمارش را حفظ کنند. نماز گونه ای به صورت ذکر است که شامل سخنان تکراری از جملات کوتاه در ستایش و تجلیل از خدا، در اسلام است. نماز به شرح زیر خوانده می‌شود: ۳۳ بار " سبحان الله " (منزه است خدا)، ۳۳ بار " الحمد لله " (ستایش خدا) و ۳۳ بار " الله اکبر " (خداوند بزرگترین است) که برابر است ۹۹، تعداد دانه‌ها در مصباح.
احمدیه
در مذهب احمدیه، مصباح و سایر اشکال نماز «نوآوری» تلقی می‌شود. به گفته میرزا طاهر احمد از جامعه احمدیه، استفاده از مهره‌های نماز نوعی نوآوری است که توسط جامعه اولیه مسلمان انجام نشده‌است

### هندوئیسم

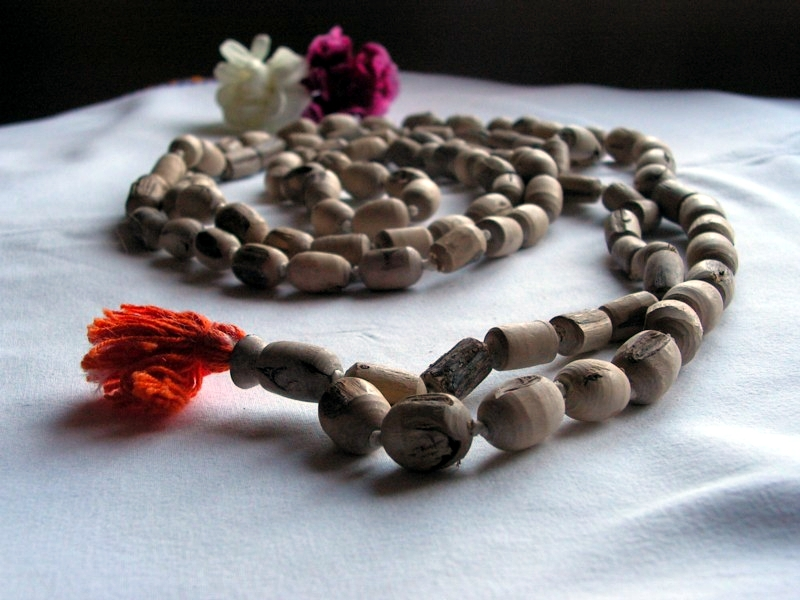
مهره‌های نماز خانه هندو Japa، ساخته شده از چوب Tulasi، با مهره در جلو.

استفاده اولیه از مهره‌های نماز را می‌توان در هندوئیسم دنبال کرد جایی که به آنها جاپا مالا گفته می‌شود. جاپا تکرار نام خدایان یا مانترا است. مالا (سانسکریت: माला mālā) به معنای "garland" یا "تاج" است.
جاپا مالا برای تکرار مانترا، برای دیگر اشکال سادهنا یا "ورزش معنوی" و به عنوان کمک به مراقبه استفاده می‌شود. شایعترین مالا ۱۰۸ دانه است. متداول‌ترین مواد مورد استفاده در ساختن مهره‌ها دانه‌های رودکشا می‌باشد.

### بودیسم

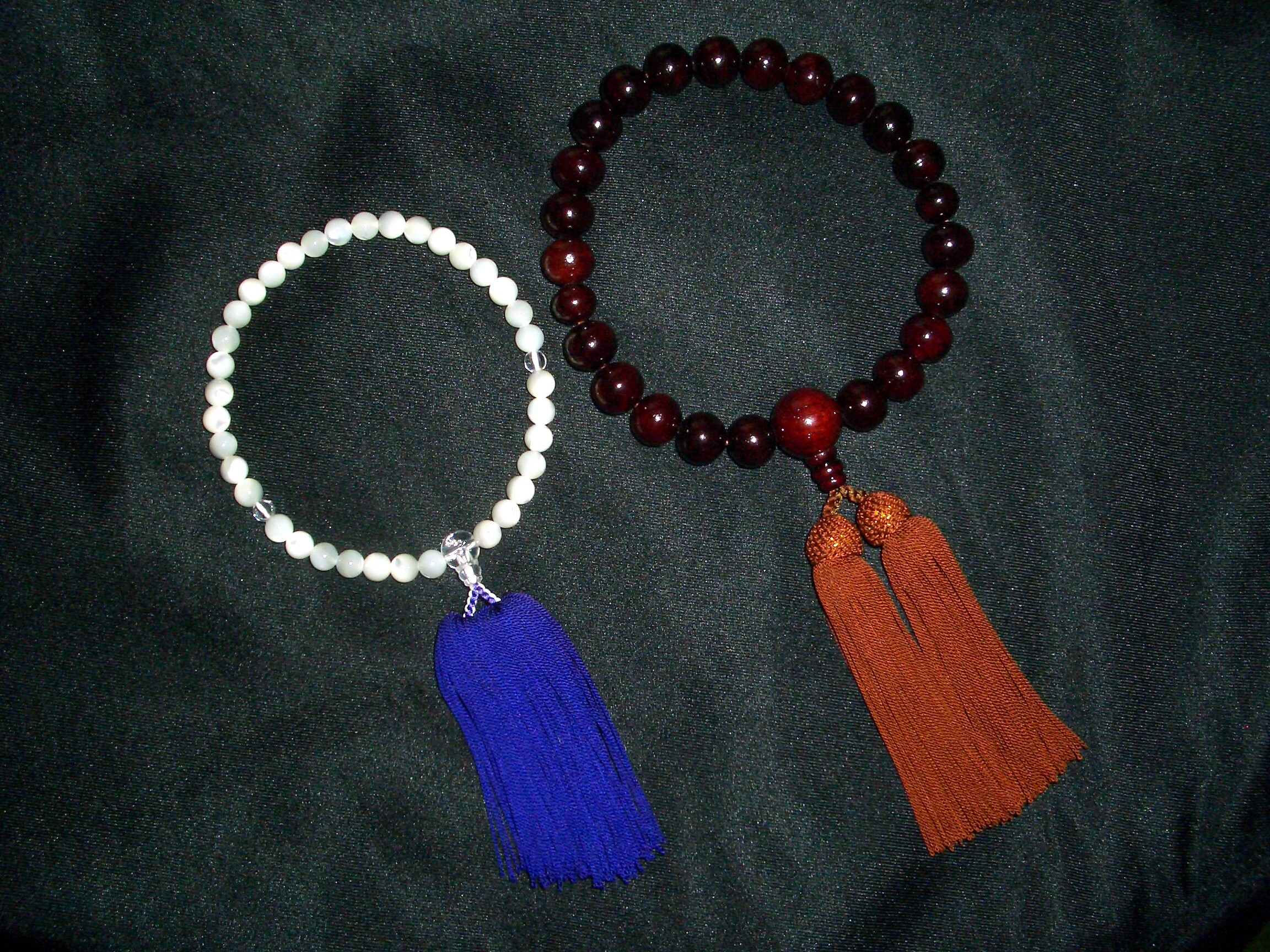
مهره‌های نماز بودایی ذن ژاپنی (جوزو).

مهره‌های نماز (Chinese ژاپنی: 数珠 کره‌ای: 염주 (یومجو)، تبتی: ཕྲེང་བ།) همچنین در اشکال مختلف بودائیسم ماهایانا، که اغلب با تعداد کمتری مهره (معمولاً یک تقسیم‌کننده ۱۰۸) استفاده می‌شود. در سرزمین پاک بودیسم، به عنوان مثال، ۲۷ مهره مالا‌ها رایج است. این مالاهای کوتاه‌تر گاهی اوقات "تسبیح سجده" نامیده می‌شوند، زیرا هنگام شمارش سجده‌های مکرر، نگهداری آنها راحت تر است. در بودای تبت نیز نوع ۱۰۸ مهره ای وجود دارد: یک خانه آن ۱۰۰ مانترا است، و هشت مورد دیگر برای همه موجودات احساس کننده اختصاص داده شده‌است (این عمل نیز به صورت کلی در انتهای خود اختصاص داده شده‌است). در آیین بودایی تبت، اغلب از مالای بزرگتر استفاده می‌شود. به عنوان مثال، مالای ۱۱۱ مهره. هنگام شمارش، آنها یک خانه را ۱۰۰ مانترا محاسبه می‌کنند و ۱۱ مهره اضافی نیز به عنوان اضافی برای جبران خطاها در نظر گرفته می‌شوند.

مهره‌های نماز بادیست Qinan عتیقه چینی (Niànzhū)، سلسله چینگ، قرن نوزدهم، چین. مجموعه آدلنور، سوئد

### دین بهائی

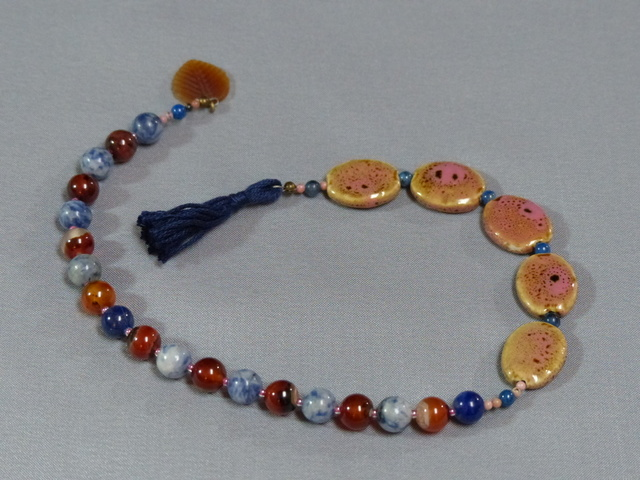
مهره‌های نماز بهائی در یک مهره ۱۹ و ۵ تنظیمات پیشخوان.

آیین بهائی تصریح می‌کند که آیه یا بهاءالابها «خداوند دارای شکوه» ۹۵ بار در روز بعد از عملکرد وضو خوانده شود. برای کمک به تسهیل این تلاوت، بهائیان اغلب از مهره‌های نیایش استفاده می‌کنند، هرچند که لازم نیست. معمولاً، مهره‌های نماز بهایی از ۹۵ مهره جداگانه در یک رشته یا یک رشته از ۱۹ مهره با ۵ پیشخوان تنظیم شده تشکیل شده‌است. در حالت دوم، شخص تلاوت کننده آیات به‌طور معمول ۱۹ آیه را در یک مجموعه با یک دست دنبال می‌کند و مجموعه ای از آیات را با دیگری دنبال می‌کند (۱۹ آیه ۵ بار ۵ مجموعه برای ۹۵ کل آیه). مهره‌های نماز بهائی از هر تعداد مواد طبیعی و دست‌ساز ساخته شده از جمله شیشه، سنگ‌های قیمتی و نیمه قیمتی، فلزات مختلف و چوب ساخته شده‌است. در مورد ساختار رشته مهره نماز یا مواد مورد استفاده هیچ روایتی وجود ندارد.